# Metapsyllaephagus tashlievi
Metapsyllaephagus tashlievi är en stekelart som beskrevs av Svetlana N. Myartseva 1980. Metapsyllaephagus tashlievi ingår i släktet Metapsyllaephagus och familjen sköldlussteklar.
Artens utbredningsområde är:
- Armenien.
- Turkmenistan.
- Uzbekistan.

Inga underarter finns listade i Catalogue of Life.